# Jens Kristian Hansen (homme politique)
Pour les articles homonymes, voir Jens Kristian Hansen et Hansen.
Jens Kristian Hansen, dit J. K. Hansen, né le 5 juin 1926 à Føvling (Danemark) et mort le 28 février 2023, est un homme politique danois, membre des Sociaux-démocrates, ancien ministre et ancien député au Parlement (le Folketing).